# Gančki majoš
Gančki majoš je šega, ki jo vsako leto 30. aprila izvedejo mladi iz Gančan, ki so v tekočem letu dopolnili 18 let. Gančki majoš v prekmurščini pomeni gančanski mlaj oz. mlaj iz gančan

## Opis
Gančki majoš je šega, ki jo s pomočjo vaščanov vsako leto 30. aprila izvedejo fantje in dekleta iz Gančan, ki v tekočem letu dopolnijo 18 let, katere domačini imenujejo lejtniki (letniki). Po vasi nosijo smrekov vrh okrašen s papirnatimi rožami, katerega pritrdijo na mlaj, ter ga postavijo v vasi.

## Zgodovina
Prvič so v Gančanih postavili majoš na začetku maja leta 1919, postavili so ga fantje in možje v zahvalo Mariji, ker so se živi vrnili iz prve svetovne vojne. Prvič so pri vaški kapeli na žrd tovornega voza pritrdili vrh breze in ga okrasili s cvetjem španskega bezga. Pozneje so bili majoši vedno višji in okrašeni najprej s kitami in šopki pravega cvetja, nato iz raznobarvnega krep papirja.